# Узруй (зупинний пункт)
Узру́й — зупинний пункт Південно-Західної залізниці. Розташований біля села Ясне.
Через платформу курсують дизель-поїзди сполученням Семенівка — Терещенська.